# Pim van der Meiden

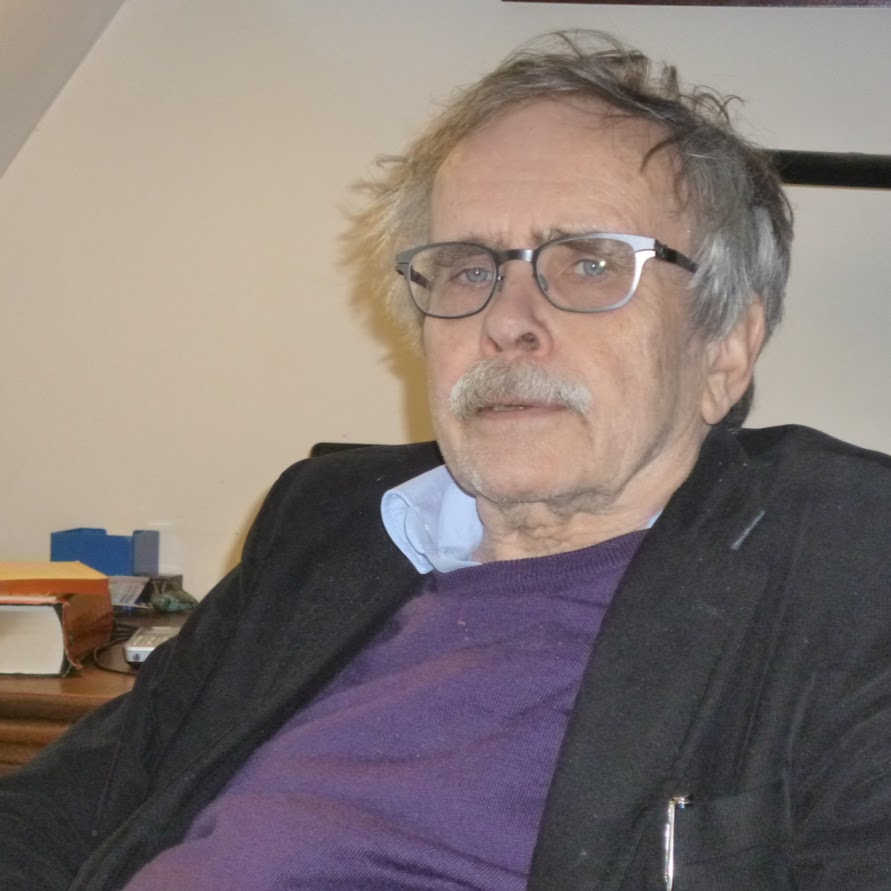
Pim van der Meiden (2014)

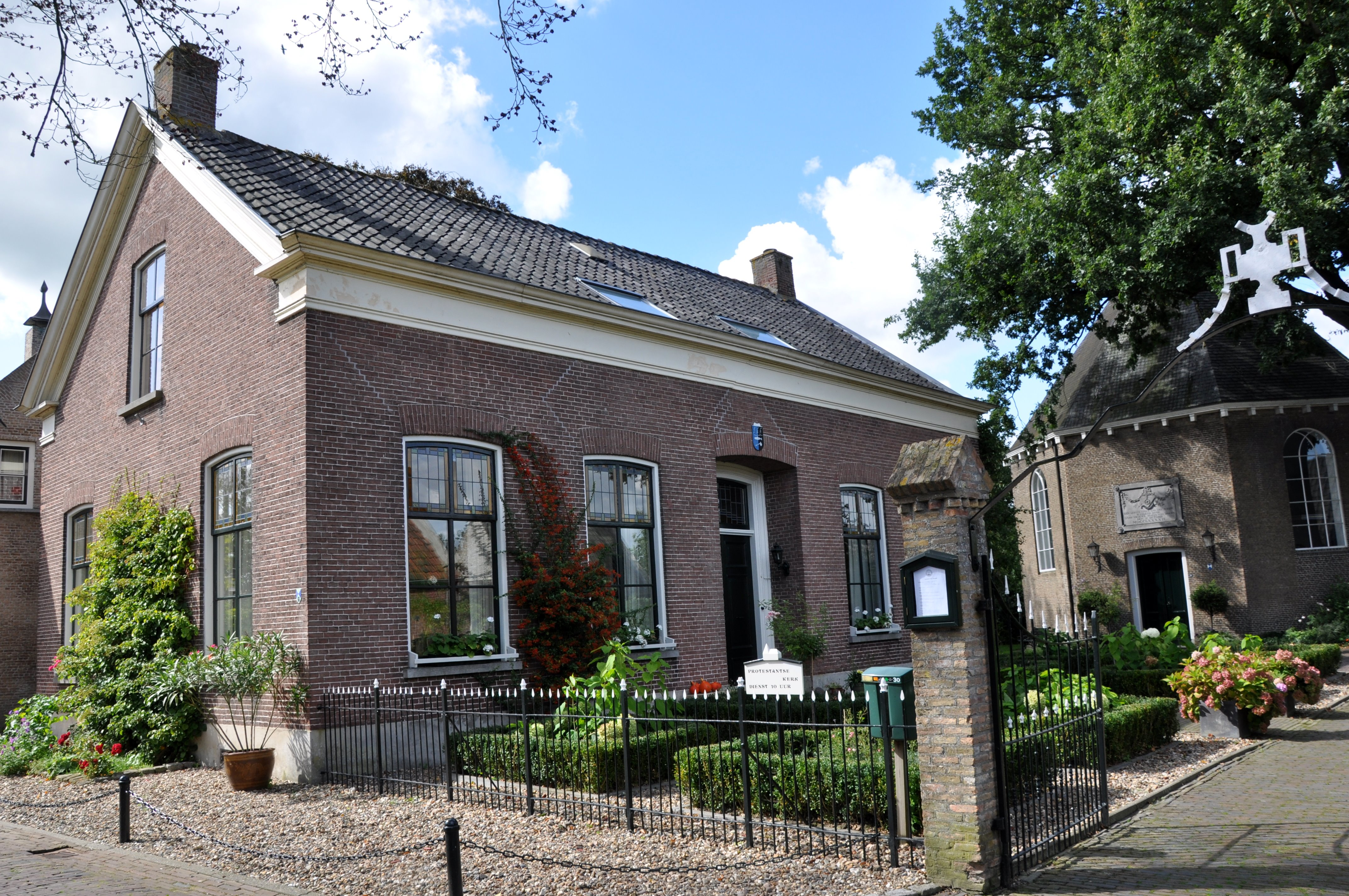
Pastorie bij Prot. Kerk, Herengracht, Drimmelen

Gerard Willem (Pim) van der Meiden (Drimmelen, 8 augustus 1941 – Den Haag, 24 september 2017) was een Nederlands historicus en vertaler uit het Russisch.
Van der Meiden groeide op in de pastorie van Drimmelen, waar zijn vader sinds 1938 predikant was. Zijn moeder Dora van der Meiden-Coolsma, de jongere zus van Herman Coolsma, was een schrijfster van een twintigtal kinderboeken en columniste van het Nieuwsblad van het Noorden en de NRC. Van 1951 tot 1955 woonde hij in Paramaribo, vervolgens in Dordrecht. Van 1960 tot 1968 studeerde hij geschiedenis aan de Universiteit Leiden, waarna hij een betrekking kreeg bij de Rijksarchiefdienst. In de jaren zeventig was hij actief in de PSP en studeerde in zijn vrije tijd Russisch.
Van der Meiden promoveerde in 1987 op Betwist Bestuur. Een eeuw strijd om de macht in Suriname 1651-1753. In 2010 werd Van der Meiden benoemd tot officier in de Surinaamse Ere-Orde van de Gele Ster.
Behalve over Suriname, met name over de gouverneur Jan Jacob Mauricius, schreef Van der Meiden veelvuldig over de geschiedenis van het Keizerrijk Rusland en de Russische literatuur. In 2016 ontving hij de Rusprix voor zijn Russische historisch onderzoek- en vertaalwerk.

## Werken
- Het legatiearchief Turkije tot 1811 (1978)
- Betwist bestuur. Een eeuw strijd om de macht in Suriname 1651-1753, druk 1987, 163 blz., uitgeverij De Bataafsche Leeuw - Amsterdam, ISBN 9067071331 (was tevens zijn proefschrift). In 2008 is een gewijzigde herdruk verschenen.
- P.J. Margry en G.W. van der Meiden, Rapport inzake de archiefzorg in de republiek Suriname (1991)
- Raspoetin en de val van het tsarenrijk, druk 1991, 94 blz., uitgeverij De Bataafsche Leeuw - Amsterdam, ISBN 9067072788
- Meiden, G.W. van der (1993), Isaac Massa and the beginning of the Dutch-Russian relations. In: Proceedings of the Conference on the relations between Russia and Netherlands from the 16th to the 20th Century, held at the Rijksmuseum. Amsterdam, June 1989.
- Rivalen in roem: Peter de Grote en Karel XII, druk 1996, 112 blz., uitgeverij De Bataafsche Leeuw - Amsterdam, ISBN 9067074101
- Van Poesjkin tot Pasternak: geschiedenis van de Russische literatuur, druk 2001, 143 blz., uitgeverij De Bataafsche Leeuw - Amsterdam, ISBN 9068811037
- Die Nibelungen door Richard van der Spek met teksten van G.W. van der Meiden (2004).

## Vertaalwerk
- Tsaar. De verdwenen wereld van Nicolaas en Alexandra, vertaling van Tsar: The Lost World of Nicholas and Alexandra van Peter Kurth en Edvard Radzinsky, vertaald uit het Engels in 1995, 230 blz., uitgeverij De Bataafsche Leeuw - Amsterdam, ISBN 9067073806
- De miljoenen van Privalov, vertaling van Privalovskie milliony van Dmitrij Narkisovic Mamin-Sibirjak, vertaald uit het Russisch in 2006, 350 blz., uitgeverij De Bataafsche Leeuw en Van Soeren & Co - Amsterdam. ISBN 9068811290
- Lentebeken (2007) van Ivan Sergejevitsj Toergenjev vertaald uit het Russisch. Van Soeren, Amsterdam. ISBN 978 90 6881 133 9
- Het fregat Pallada (2014) van Ivan Gontsjarov integraal vertaald uit het Russisch. Van Soeren, Amsterdam. ISBN 978 90 6881 140 7[4]